# HESA Shafaq
L'HESA Shafaq o Shafagh o Shakhab (in persiano شفق, prima dell'alba) è un progetto di velivolo militare concepito per le forze aeree iraniane. Se completato, rappresenterebbe un grosso passo avanti per l'industria aeronautica iraniana, dopo le realizzazioni dell'addestratore Owj Tazarve e dell'HESA Saeqeh / HESA Azarakhsh, versioni del Northrop F-5 ottenute con un'operazione di ingegneria inversa

## Storia

### Sviluppo
Lo Shafaq fece la sua prima apparizione nel 2003 all'Università di tecnologia di Malek-Ashtar, come un progetto di Shafigheh Bagherin. È stato presentato come un velivolo subsonico, non capace quindi di superare la velocità del suono. Gli ufficiali iraniani, collaboratori nel progetto, hanno accreditato la possibilità che l'aereo potesse essere rivestito di materiali e vernice RAM (Radar Absorbent Material, in grado, cioè, di diminuire la traccia radar). Sono stati riportati piani di costruirne tre differenti versioni: una versione biposto come aereo da addestramento e altre due versioni monoposto destinate al ruolo di cacciabombardiere leggero.
H.Rousteai, un esponente dell'università di Malek-Ashtar, ha dichiarato che il progetto dello Shafaq sia "nato e finito in iran", e che non sia stato ispirato da nessuna idea russa; questo malgrado il progettista russo Fatidin Mukhamedov abbia presentato le linee dello Shafagh all'air show di Dubai del 1993. È stato mostrato un modello in scala 1:7 per i test in galleria del vento; il primo volo era stato programmato per il 2004, in seguito rimandato al 2008. Nessuna delle due date è stata rispettata. Nel 2013 sono state rivelate foto della costruzione dello Shafaq come mockup in legno.

### Tecnica
Il progetto finale, secondo ufficiali iraniani, avrebbe potuto far uso di vernici e materiali stealth; il prototipo esposto nel 2003 presentava un cockpit dotato di schermi digitali multifunzione (MFD) a colori, molto avanzati per l'industria aeronautica iraniana, oltre ad essere dotato di un seggiolino eiettabile K-36D di fabbricazione russa. Il motore dovrebbe essere il Klimov RD-33 utilizzato già sui MIG-29.

## Utilizzatori
Iran
- Niru-ye Havayi-ye Artesh-e Jomhuri-ye Eslami-e Iran

## Velivoli comparabili
- Alenia Aermacchi M-346 Master
- Hongdu L-15 Lie Ying
- Yak-130